# 바늘골
바늘골(Eleocharis congesta)은 한국 각처에서 자라는 한해살이풀이다. 높이는 5-15cm 가량이다. 잎은 잎몸이 없이 줄기를 싸는 꼬투리만으로 퇴화되어 있다. 작은이삭은 여러 개의 양성화로 이루어져 있는데, 줄기의 꼭대기에 1개가 달린다. 꽃덮이조각은 6개가 있으며, 가시 모양을 하고 있다. 암술대와 씨방 사이에는 마디가 있으며, 암술대의 밑부분은 부풀어 있다. 암술머리는 3개로 나누어져 있다. 주로 밭이나 들의 습지 또는 늪에서 자란다.